# Nihat Kesen
Nihat Kesen (* 12. Juli 1961 in Izmir) ist ein türkisch-deutscher Comiczeichner. Er signiert mit seinem Vornamen.
Der in der türkischen Hafenstadt Izmir geborene Nihat Kesen wuchs ab seinem achten Lebensjahr in Holzgerlingen bei Stuttgart auf. Nachdem er die Johannes-Gutenberg-Schule in Stuttgart mit dem Zeugnis eines Grafikdesign-Assistenten abgeschlossen hatte, arbeitete er zeitweilig in der Werbung und gestaltete Comics für die Verpackungsrückseite von Brekkies-Katzenfutter.
1984 nahm er während des Erlanger Comic-Salons Kontakt mit der Agentur Becker-Derouet Hamburg von Hartmut Becker und Paul Derouet auf. Für das Comic-Magazin U-Comix entstand daraufhin seine komisch-makabre Serie Schöne neue Welt, die optisch und inhaltlich stark von Franquins Idées Noires (Schwarze Gedanken) beeinflusst war. Ganz in der Tradition der École Marcinelle zeichnete Nihat, ebenfalls via Becker-Derouet, auch das albenlange Fred-Flamingo-Abenteuer Die Rebellen von Zitrus, das 1990 in Fix und Foxi erschien.